# Tang Gaozu
Tang Gaozu (kinesiska: 唐高祖, Táng Gāozǔ), född 566, död 635, var grundare och första kejsare av Tangdynastin och regerade år 618 till 626. Hans personliga namn var Li Yuan (kinesiska: 李渊, Lǐ Yuān). Under Suidynastin (581-618) var Li Yuan guvernör och general och fick stor makt. Efter påtryckning av sin son Li Shimin byggde Li Yuan upp en rebellstyrka mot den sönderfallande Suidynastin. År 618 efter att kejsare Sui Yang blev mördad tog Li Yuan makten och grundade Tangdynastin och blev kejsare Tang Gaozu. Tang Gaozu regerade i åtta år tills han lämnade över makten till sin andra son Li Shimin efter incidenten vid Xuanwuporten där Li Shimin mördade sina bröder övertygade sin far att abdikera. Li Shimin blev därefter kejsare Tang Taizong.